# Нас приняли!
«Нас приняли!» (англ. Accepted) — фильм режиссёра Стива Пинка. США, год выпуска — 2006.

## Сюжет
Окончив среднюю школу, Бартлби Гейнс восемь раз получает отказ в поступлении в колледж. Родители будут явно не в восторге. И он решает проблему поступления в колледж потрясающим образом. Он открывает свой собственный университет: находит здание для обучения, делает дядю друга Шермана Шредера деканом, запускает собственный веб-сайт. Саут-Хэрмонский Институт Технологий открыт, но теперь самое главное — чтобы обман не раскрылся.

## В ролях

### Саут-Хэрмонский Институт Технологий (S.H.I.T.)
| Актёр             | Роль                                                                                         |
| ----------------- | -------------------------------------------------------------------------------------------- |
| Джастин Лонг      | Бартлби «Би» Гейнс, выпускник старшей школы, основатель института                            |
| Джона Хилл        | Шерман Шредер, одноклассник Бартлби, поступивший в колледж Хэрмон; создатель сайта института |
| Коламбус Шорт     | Дэррил «Хэндс» Хэллоуэй, одноклассник Бартлби, потерявший спортивную стипендию из-за травмы  |
| Мария Тэйер       | Рори Тэйер, одноклассница Бартлби, не поступившая в Йель                                     |
| Адам Хершман      | Глен, одноклассник Бартлби, получивший 0 баллов на экзамене по общему развитию               |
| Льюис Блэк        | Бен Льюис, дядя Шермана Шредера                                                              |
| Диора Бэрд        | Кики, бывшая стриптизёрша                                                                    |
| Джо Хёрсли        | Морис, доставщик пива; рок-музыкант, которому отшибло память                                 |
| Робин Лорд Тейлор | Абернати Дарвин Данлоп, студент с дефицитом внимания                                         |
| Келлан Латс       | Дуэйн, парень, сломавший стену в общежитии                                                   |
| Брендан Миллер    | Уэйн, парень, сломавший стену в общежитии                                                    |
| Джереми Говард    | чокнутый студент                                                                             |
| Кейт Френч        | девушка на вечеринке Глена                                                                   |
| Кристиан Лонг     | парень в костюме сэндвича                                                                    |

### Колледж Хэрмон
| Актёр            | Роль |
| ---------------- | --- |
| Энтони Хилд      | декан Ричард ван Хорн                                                                                                 |
| Блейк Лайвли     | Моника, пассия Бартлби                                                                                                |
| Тревис Ван Винкл | Хойт Эмброуз, председатель студенческого комитета по внешним связям; глава братства Бета-Каппа-Эпсилон; ухажёр Моники |
| Сэм Хорриган     | Майк Уэлш, член братства Бета-Каппа-Эпсилон                                                                           |
| Арти Бакстер     | Майк Чемберс, член братства Бета-Каппа-Эпсилон                                                                        |
| Росс Паттерсон   | Майк МакНотон, член братства Бета-Каппа-Эпсилон                                                                       |
| Кэйтлин Даблдэй  | Гвинн, девушка, сопровождавшая Шредера на «церемонии посвящения»                                                      |
| Грег Сестеро     | парень из братства |
| Брайан Пауэлл    | преподаватель экономики                                                                                               |

### Прочие персонажи
| Актёр        | Роль                                                     |
| ------------ | -------------------------------------------------------- |
| Марк Дервин  | Джек Гейнс, отец Бартлби                                 |
| Энн Кьюсак   | Дайан Гейнс, мать Бартлби                                |
| Ханна Маркс  | Лиззи Гейнс, младшая сестра Бартлби                      |
| Джим О'Хейр  | Шерман Шредер-старший, отец Шермана Шредера              |
| Дарси Шин    | миссис Шредер, мать Шермана Шредера и сестра Бена Льюиса |
| Рей Сантьяго | парень, поступивший в Принстон                           |
| Тим Бэгли    | завуч в школе                                            |

## Факты
- Джастин Лонг сыграл роль выпускника школы в возрасте 28 лет, Мария Тэйер — в 30 лет.
- В одном из эпизодов фильма присутствует Мэттью Сент Клер, барабанщик рэпкор-группы Hollywood Undead.
- Вместе с Джо Хёрсли в фильме снялась его рок-группа The Ringers. Они сыграли роли музыкантов, с которыми Морис выступает на вечеринке в Саут-Хэрмоне, и исполнили свою песню «Keepin' Your Head Up».
- В русском дубляже текст письма на имя Бартлби переведён как «Слушание вашего дела в комитете по лицензированию назначено на четверг», хотя в самом письме указана дата «пятница, 27 октября 2006 года».
- Инициалы студента Абернати Дарвина Данлопа (A.D.D.), страдающего дефицитом внимания, совпадают с аббревиатурой этого диагноза на английском языке (англ. ADD — attention deficit disorder).
- Фальшивый веб-сайт института, по сценарию созданный Шерманом Шредером, существует на самом деле[1].

## Саундтрек
| №                   | Название                                              | Исполнитель/группа                     | Длительность |
| ------------------- | ----------------------------------------------------- | -------------------------------------- | ------------ |
| 1.                  | «U-Mass»                                              | Pixies                                 | 3:02         |
| 2.                  | «Gravity Rides Everything»                            | Modest Mouse                           | 4:20         |
| 3.                  | «The Hives Declare Guerre Nucleaire»                  | The Hives                              | 1:35         |
| 4.                  | «Bole 2 Harlem»                                       | Bole 2 Harlem                          | 4:09         |
| 5.                  | «Eleanor Rigby» (оригинал The Beatles)                | David Schommer featuring David Jensen  | 3:57         |
| 6.                  | «TKO»                                                 | Le Tigre                               | 3:26         |
| 7.                  | «Where Do I Begin»                                    | The Chemical Brothers feat. Beth Orton | 6:31         |
| 8.                  | «Sherman's Way»                                       | David Schommer                         | 2:12         |
| 9.                  | «Keepin' Your Head Up»                                | The Ringers                            | 1:50         |
| 10.                 | «Don't You (Forget About Me)» (оригинал Simple Minds) | David Schommer                         | 1:58         |
| 11.                 | «Holiday»                                             | Green Day                              | 3:26         |
| 12.                 | «Let The Drummer Kick»                                | Citizen Cope                           | 4:17         |
| 13.                 | «To Be Young (Is To Be Sad, Is To Be High)»           | Ryan Adams                             | 3:05         |
| 14.                 | «You Think We Suck»                                   | Ape Fight                              | 2:19         |
| Общая длительность: | Общая длительность:                                   | Общая длительность:                    | 46:03        |

Другие песни, прозвучавшие в фильме, но не включённые в саундтрек:
- «Everything Is Alright» — Motion City Soundtrack. Звучит в трейлере фильма.
- «Close to Me» — The Cure. Играет в комнате Бартлби при запуске диско-шара.
- «Holiday» — Weezer
- «Blitzkrieg Bop» — The Ramones. Эту песню исполняет Бартлби на вечеринке в Саут-Хэрмоне. На DVD также присутствует клип на эту песню в исполнении актёров и съёмочной группы фильма.
- «Don't Stop» — Fleetwood Mac. Играет на выпускном в школе.
- «I'm Better» — Scott Thomas
- «Sweet Confusion» — Divine Right
- «Spotlight» — The Ringers
- «Walkin' the Walk» — The Daniel May Quartet
- «String Quartet in G, Opus 18» — FLUX Quartet
- «Bridges and Balloons» — Joanna Newsom